# Ochthebius atricapillus
Ochthebius atricapillus är en skalbaggsart som beskrevs av Edmund Reitter 1901. Ochthebius atricapillus ingår i släktet Ochthebius och familjen vattenbrynsbaggar. Inga underarter finns listade i Catalogue of Life.